# Navadni pupek
Navadni pupek (znanstveno ime Lissotriton vulgaris, prej Triturus vulgaris) je vrsta pupkov, ki je razširjena po srednji in južni Evropi.

## Opis
Samci in samice se med seboj jasno ločijo le v obdobju parjenja, sicer pa sta si na videz zelo podobna. Glavni razliki sta dve. Pri samcih poteka vzdolž hrbtenice enojna črna črta, pri samicah pa ob obeh straneh hrbtenice potekata dve tanjši črni črti. Razlika je vidna tudi pri kloaki, ki je pri samcih izbočena, pri samicah pa skoraj neopazna. V dolžino navadni pupek doseže okoli 10 cm, ima bočno sploščen rep in neizraziti zaušesni žlezi na zatilju. Odrasli osebki imajo, dokler se zadržujejo v vodi, značilno gladko, olivno zelenkasto ali rumenkasto rjavo kožo s temnejšimi pegami. Na kopnem se koža odebeli in postane žametasta.
V paritvenem obdobju se samcem navadnega pupka razvije izrazit nazobčan prosojen kožni greben na hrbtu in plavalna kožica med prsti zadnjih nog. Spodnji del repa se samcu obarva živo modro in rdeče, medtem ko samice tudi med parjenjem ostanejo nevpadljivo obarvane. Poleg tega se samcem trebuh obarva rožnato do oranžno, po bokih pa se pojavijo bolj izrazite temne pike. Tudi samicam se pike med parjenjem obarvajo nekoliko izraziteje.
V vodi se hrani z vodnimi nevretenčarji, na primer vodnimi bolhami in ličinkami žuželk, na kopnem pa pleni v glavnem deževnike in polže.

## Biologija
Večino leta preživi na kopnem, kjer ponavadi uporablja več skrivališč v bližini vode. V vodo se vrača v obdobju parjenja, ki v Sloveniji poteka od marca do junija. Samci spolno dozorijo pri 2 do 3 letih, samice pa kakšno leto pozneje. Odrasli osebki živijo 6 do 8 let. Samci pridejo na mrestišča nekaj dni pred samicami in pogosto ostanejo v vodi dlje časa. V vodi so najbolj aktivni ob zori in mraku, ko je parjenje najbolj intenzivno. Samica v nekaj tednih po parjenju odloži od 200 do 300 jajc, ki jih vsako posebej zavije v list vodne rastline.  Iz jajc se izležejo ličinke, ki do preobrazbe živijo v vodi.

## Razširjenost v Sloveniji
Navadni pupek je razširjen po vsej Sloveniji. Podvrsta navadni pupek je razširjena na jugovzhodu in severovzhodu države, podvrsta robati pupek pa na zahodu.
Običajno se zadržuje v stalnih, majhnih do srednje velikih stoječih ali počasi tekočih vodah brez rib. V vodotokih, kjer so plenilske ribe prisotne se skriva v plitvejših predelih z več vodnega rastlinja. Na kopnem se ponavadi zadržuje v senčnih in vlažnih habitatih, kot so gozdovi, travniki, močvirja ipd.
Uvrščen je na Seznam zavarovanih živalskih vrst v Sloveniji kot ranljiva (V) vrsta.

## Ime
Do okoli leta 2000 je bil navadni pupek znanstveno poimenovan Triturus vulgaris, danes pa se imenuje Lissotriton vulgaris. V večini literature in na spletu je opisan še pod starim imenom.